# Никита (сериал)
Вижте пояснителната страница за други значения на Никита.
„Никита“ (на френски: La Femme Nikita) е канадски телевизионен сериал от 1997 г. с 96 епизода, събрани в 5 сезона. Автор на музиката е Шон Колъри.

## Актьори
- Пета Уилсън – Никита (сезони 1–5)
- Рой Дюпюи – Майкъл Самюъл (сезони 1–4 и епизоди 505, 507, 508)
- Юджийн Робърт Глейзър – Пол Уолф (сезони 1–4 и епизоди 501–507)
- Албърта Уотсън – Мадлин (Сезон 1-4, частично сезон 2 и епизод 502)
- Дон Франкс – Уолтър (сезон 1–5)
- Матю Фъргюсън – Сиймор Бъркоф, Джейсън Крофорд (сезони 1–4 и епизоди 503, 508)

## „Никита“ в България
В България сериалът е излъчен за пръв път по Александра ТВ през 1999 г. 
Няколко години по-късно  е излъчен по bTV. Ролите се озвучават от артистите Силвия Русинова, Ани Василева, Николай Николов, Симеон Владов и Светозар Кокаланов. В няколко епизода от първата половина на втори сезон Николов е заместен от Красимир Куцупаров.
През 2008 г. започва повторно излъчване по Диема, като дублажът е записан наново и единствено Симеон Владов е заместен от Димитър Иванчев.
На 8 февруари 2012 г. започва повторно излъчване по bTV Cinema, всеки делничен ден от 15:00 с първия дублаж. Втори сезон е преозвучен и Светозар Кокаланов е заместен от Тодор Георгиев.